# オリエンテーリング

コース上のコントロール標識に用いられるオリエンテーリングのシンボル

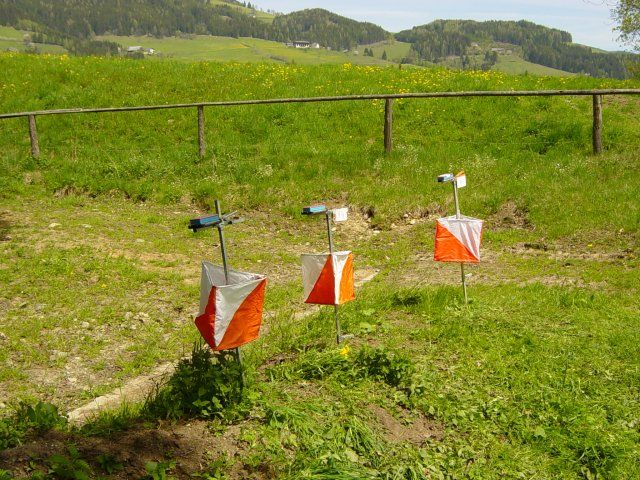
コース上におかれたコントロール

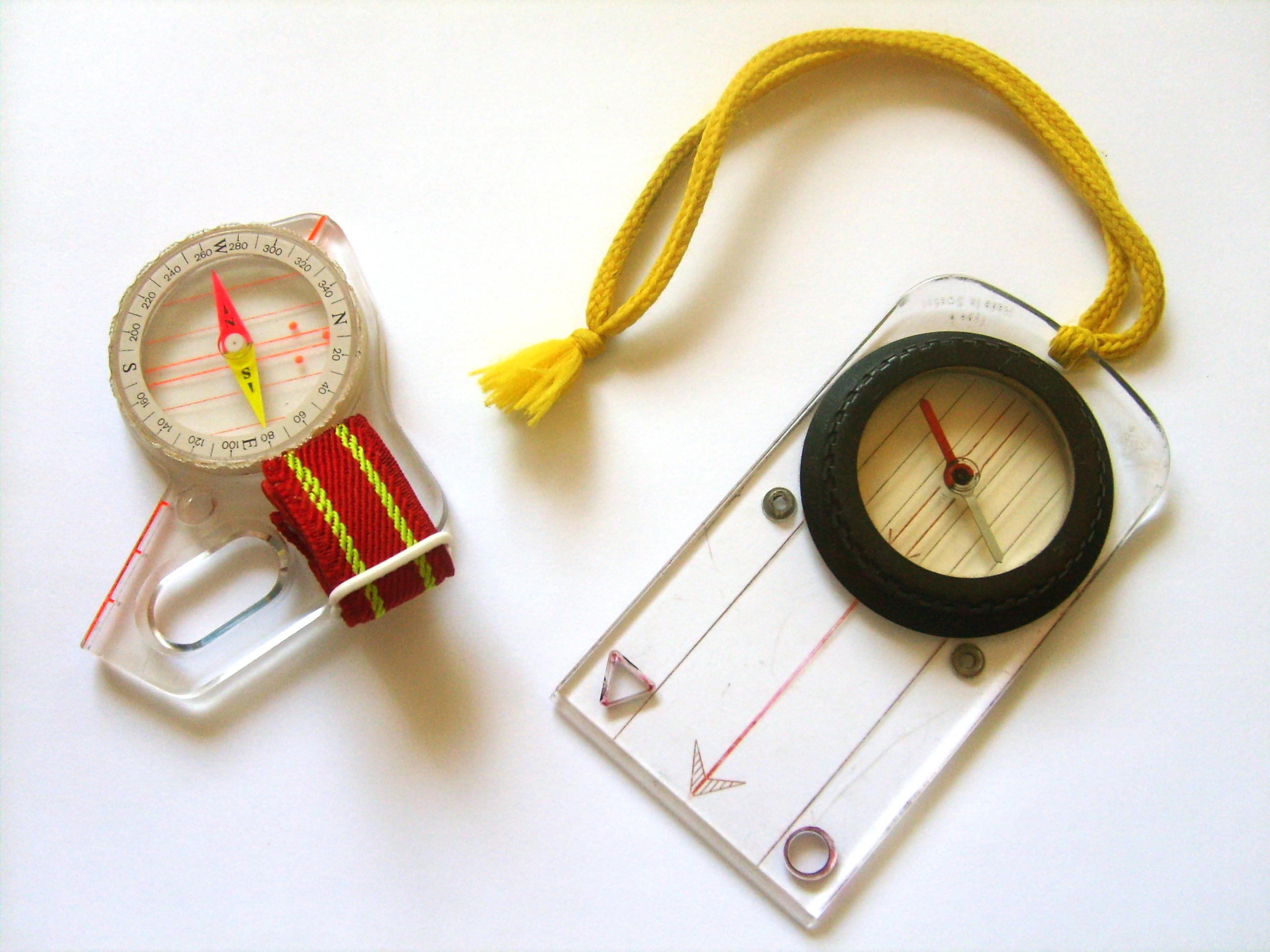
サムコンパス（左）とプロトラクターコンパス（右）

オリエンテーリング（英語: orienteering）は、地図とコンパスを用いて、山野に設置されたポイント（コントロール）をスタートから指定された順序で通過し、フィニッシュまでの所要時間を競う野外スポーツの一種。19世紀中頃スウェーデン軍が訓練の一環として始めたといわれる。日本ではしばしばOLと略される。これは、オリエンテーリングの語源であるドイツ語の「Orientierungslauf（方向を定めて走る）」を略したものである。
重要なのは、「走る競技」ということであり、レクリエーションのイメージではなく、クロスカントリー競走のイメージで捉えた方が実際に近い。クロスカントリー競走との違いは、走るコースがすべて決められているわけではないところ。
また1990年代以降、スキーによるスキー・オリエンテーリングや自転車によるサイクル・オリエンテーリング（特にマウンテンバイクを用いるマウンテンバイク・オリエンテーリング）や読図と現地の解釈の精度を競う競技であるトレイル・オリエンテーリング、も普及している。これらと区別するために、従来からのクロスカントリー走に基づくオリエンテーリングをフット・オリエンテーリング（Foot Orienteering）と呼称する場合もあり、それぞれの略称はフットO（FootO）、スキーO（SkiO）、マウンテンバイクO（MTBO）を用いる。

## 歴史
主に山を舞台に行われるスポーツなので起源は登山に近いが、オリエンテーリング直接の起源は、19世紀後半にスカンジナビアで行われていた軍事教練に求められる。競技スポーツとしてはノルウェーで始まり、Tjalve Sports Club主催によりオスロ近郊で開催された1897年10月31日の大会が最初のものである。この時のコースは現在の競技基準からすれば相当長いもので、19.5kmもあり、コントロールはたった3つだけ置かれたものであった。ペダール・フォッサム（Peder Fossum）が1時間47分7秒で優勝した。最初の大規模なオリエンテーリング大会は1918年にスウェーデンのストックホルムでエルンスト・キランダーにより開催された。キランダーはボーイスカウト運動の指導者であり、後に青少年に陸上競技を学ばせる機会としてスポーツに傾倒していた。この最初の大規模な大会は、ストックホルム南部で開催され、220名が参加した。キランダーはルールの制定とスポーツとしての位置付けの開発に腐心し、今日の北欧諸国では「オリエンテーリングの父」として広く知られている。
その後、方位磁針の改良と共に、1930年代には一般への普及が進んだ。最初の国際大会は1932年にスウェーデンとノルウェーのオリエンティア（オリエンテーリング競技者）の集めで開催された。1933年には、スウェーデンのコンパス会社・シルヴァが新しいコンパスデザインのプロトラクターコンパスを開発した。サム・コンパスの開発まで、プロトラクターコンパスは長らくオリエンテーリング競技における中心的役割を担った。1934年までには、100万人以上のスウェーデン人たちがオリエンテーリング競技に参加するようになり、フィンランド、スイス、ソ連、ハンガリーに広がっていった。フィンランド、ノルウェー、スウェーデンの3ヶ国では国内選手権大会が開催されるようになった。スウェーデンオリエンテーリング連盟（Svenska Orienteringsförbundet）が1938年に創設され、一国の統括団体としては世界初のものとなった。

### 戦後

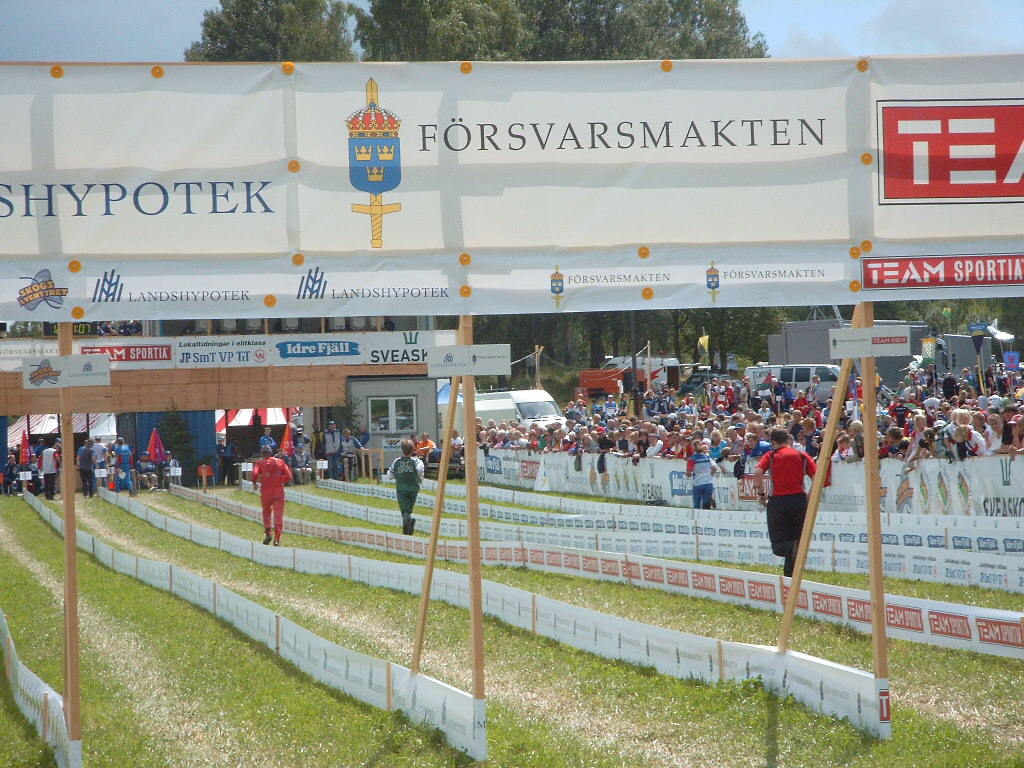
2005年のO-Ringenの模様

第二次世界大戦後、オリエンテーリングはヨーロッパ全域、そして北米、アジア、オセアニアに広がっていった。北米における最初のオリエンテーリング大会は1941年11月、フィンランドからの留学生ピルッティ・ハイスケイネンによる運営のもと、ニューハンプシャー州・ハノーバーのダートマス大学において開催された。その後スウェーデンのオリエンティア、プジョーン・キェルストロムが1946年にアメリカに移住し、オリエンテーリングへの情熱を持ち込み、ノルウェー人のハロルド・ウィルビーの協力のもと、1967年に全米最大のオリエンテーリングクラブのうちの一つが創設された。カナダオリエンテーリング協会も1967年に創設され、同年、カナダオリエンテーリング選手権大会がオタワ郊外のガティノー・パークで開催された。また1993年には、ニューヨーク州・ウェストポイントにて、北米初のオリエンテーリング世界選手権が開催された。またオーストラリアでは、1955年に最初のオリエンテーリング大会が開催された。
このような世界的な広がりにともない、1949年にはスウェーデン・サンドヴィケンにおいて11ヶ国のオリエンテーリング関係者が参加した国際会議が開催され、規則の制定と地図作成方式の標準化について話し合われた。1950年代にノルウェーとスウェーデンでは多色刷りのオリエンテーリング専用地図を開発し、これが世界的に普及されていく。そして1961年に国際オリエンテーリング連盟（International Orienteering Federation; IOF）が創設され、ブルガリア、チェコスロバキア、デンマーク、東ドイツ、西ドイツ、フィンランド、ハンガリー、ノルウェー、スウェーデン、スイスがこれに加盟した。1966年には、IOF主催の世界選手権が開催された。1969年にはIOFへ16ヶ国が加盟、このときヨーロッパ以外の地域からは初となる、日本とカナダが加盟した。
また、1960年代には、屋外競技という特徴と環境への関心の高まりが符合し、世界的なブームへと至った。

### 現代
今日では、73ヶ国の国内組織がIOFに加盟している。これらの国々は全ての居住可能な大陸を網羅している。世界選手権は1966年から2002年まで隔年で開催され、2003年以降は毎年開催されている。ユッコラリレー(en:Jukola_relay)とティオミラ(en:Tiomila)も1940年代から開催されている。最大のオリエンテーリング大会であるオーリンゲン(en:O-Ringen)は1965年から毎年開催され、約15,000人の競技者がスウェーデンの森で競っている。スキー・オリエンテーリングやマウンテンバイクオリエンテーリング、トレイル・オリエンテーリング、ARDFなど、新しい種類のオリエンテーリング競技が開発され、多岐に渡るジャンルの競技者の関心を呼んでいる。競技は特に北欧諸国やスイスなどで盛んであり、フランス、イギリス、東欧諸国でも普及が進んでいる。ヨーロッパ外ではオーストラリア、ニュージーランドが強豪国となっている。日本ではクラブ対抗リレー大会としてクラブカップ7人リレーが1993年から毎年開催されている。

### オリエンテーリングとオリンピック

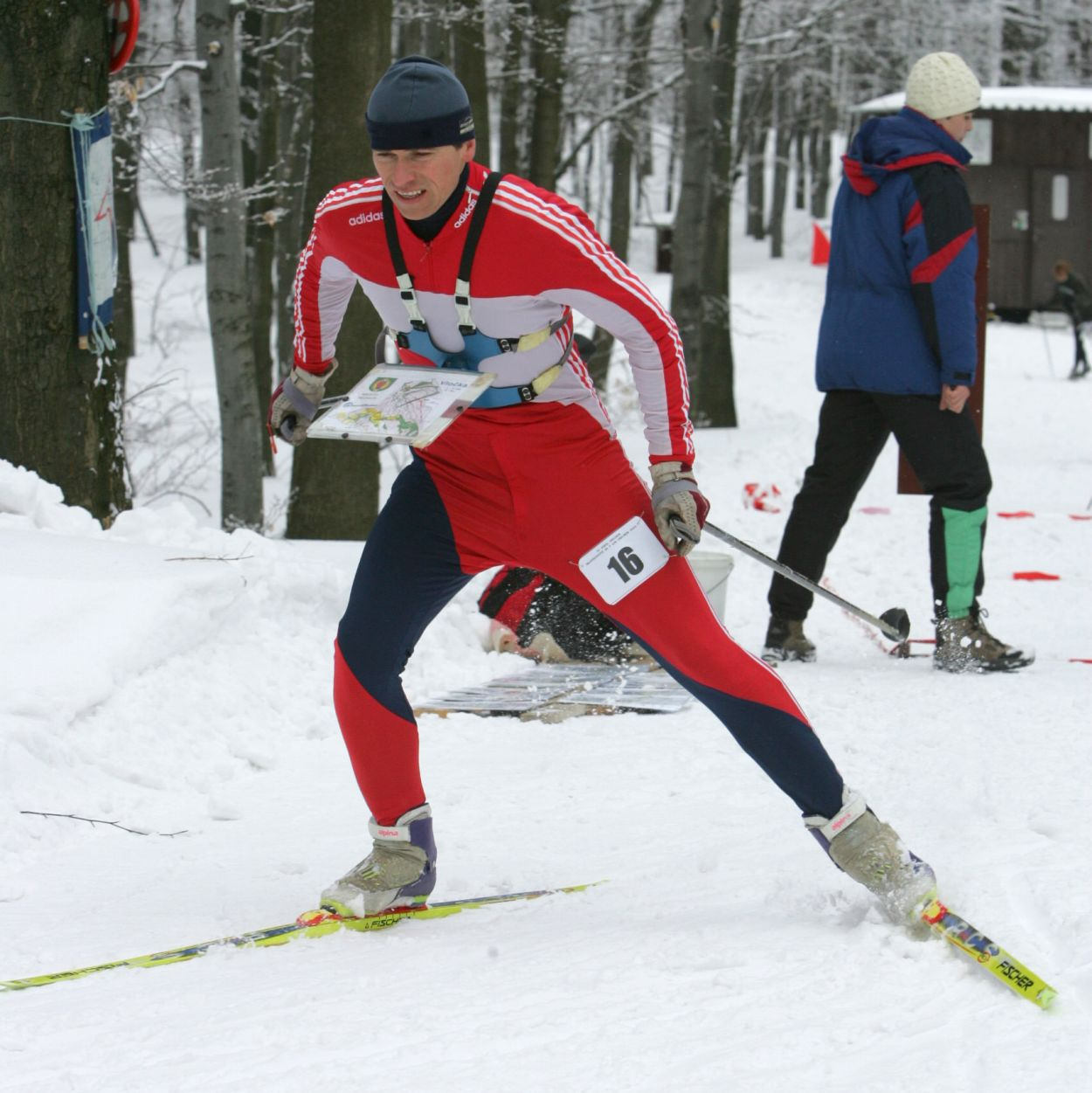
スキーオリエンテーリングの模様

1996年にオリンピック種目にオリエンテーリングを加えようという運動が始まった。2001年にワールドゲームズの一種目となり、夏のデフリンピックにも加えられている。しかし、オリエンテーリングがテレビ中継にも観戦にも向かない競技であり、また、競技会場は都市圏から離す必要が出る場合が多く、競技時間が他の個人スポーツ種目に比べて長い、といった欠点についての認識はオリンピック種目への追加を推進しようとする側でも共有されている。このため、オリンピック種目に向く競技形式の確立が求められることとなり、パーク・オリエンテーリング、マイクロオリエンテーリング、スプリント・リレーといった競技形式が出てきた。
スキー・オリエンテーリングは最もオリンピック種目になる可能性の高い競技形態として普及が進められている。公式の公開種目ではないものの、1998年長野オリンピックに際して、日本の菅平高原で国際文化イベントの一環としてスキーオリエンテーリングの国際大会が開催された。
IOFは2002年に国際オリンピック委員会に対し、スキーオリエンテーリングを2006年のトリノオリンピックで採用するように正式提案を行った。特に、提案では大会会場をバイアスロン競技と共有できるメリットについても触れられた。しかし、スキーオリエンテーリングはトリノオリンピックにおける競技実施として正式勧告に取り入られなかった。オリンピック競技委員会は、北欧諸国以外での競技普及の弱さ、「放送事業者と観客が実施競技の観戦を容易に行えない難点」、新たな成績システム関連の技術開発に関わるコスト費用の3点をその理由として挙げた。一方で、IOCはスキーオリエンテーリングがオリンピック競技採用の有力候補であると認め、2014年ソチオリンピックに向けて競技委員会の審査対象とすることを検討中であるとしている。

## 競技方法

### 競技の特性
オリエンテーリング用の地図は専用のものが作られる。通常の地形図をベースに、細かい地形や植生、林の中の走行度、道の太さに至るまでの情報が人手によって記録され、作図される。地図の縮尺は主に1:10000または1:15000のものが使われる。地図は競技の際にはじめて競技者に渡され、地図が作成される地域（テレイン）への競技者の事前の下見などでの立ち入りは禁止される。このため、競技者は初めて見る地図と地形に柔軟に対応する力を持つ必要がある。
通過ポイントは、道上などの簡単な場所にはないことが通常で、上位のクラスでは通過ポイント間の最適ルートが森の中をコンパスを頼りに数百メートル直進することも多い。ルート選択やナビゲーション技術や周囲の地形の読み取りという頭脳的ゲームとしての側面と、地形変化に対応する足腰や基本的走力といった陸上競技としての側面を併せ持った、ユニークなスポーツと言える。

### 競技の種類
競技規則や用いる器具、テレインなどにより以下のような種類がある。
- ポイント・オリエンテーリング （ポイント-O） - コントロールを決められた通り回る通常のオリエンテーリング競技
  - スプリント競技 - 10～20分
  - ミドルディスタンス競技 - 20～40分
  - ロングディスタンス競技 - 60～120分
- リレー・オリエンテーリング （リレー-O） - 複数人でリレー
- スコア・オリエンテーリング （スコア-O） - 規定時間内に通過したコントロールをスコアに換算して順位を決定
- パーク・オリエンテーリング （パークO） - 公園で行う

- サイクル・オリエンテーリング[1] - 自転車を使用
  - マウンテンバイク・オリエンテーリング (MTBO) - マウンテンバイクを使用
- スキー・オリエンテーリング （スキーO） - スキーを使用
- トレイル・オリエンテーリング （トレイルO） - 車椅子の通れる道や小道のコースをたどり、コントロールに設置されたフラッグ群の中から課題にあったフラッグを選び出す競技。道や小道上を行ったり来たりして正しいフラッグを判断するが、道から外れてフラッグに近寄ることは出来ず、正確な地図を読み方が勝負を決する。体力的な面は重要でないので車椅子使用者等ハンディのある者も健常者と対等に競技が可能。

### コントロールとパンチ

#### コントロール

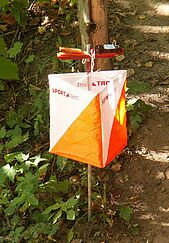
コントロールとパンチ

オリエンテーリングでは通過ポイントには標識が置かれている。通過ポイントのことをコントロールという。標識は、ルール上はコントロール・フラッグというが、単に「フラッグ」あるいは「ポスト」といわれることも多い。
日本では、一般的に、シルバ・スウェーデン社・SUUNTO社・noname社の物が使われている。
コントロール・フラッグは、多くの場合正三角形を底面とした三角柱であり、側面の四角形が白・オレンジで塗り分けられ、底面は上下とも空洞になっている場合がほとんどである。材質は、強度と持ち運びのしやすさの問題から多くの場合合成繊維であるが、パーク・オリエンテーリングでは紙製の簡易的なものを用いることもある。またパーマネントコース（後述）ではコントロールが常に設置されたままのため、金属製のものが用いられている。

#### パンチ

スタート時に、選手に地図と共に配布されるコントロール位置説明。コントロールの置かれている場所の地形などの特徴を記号で表している

各コントロールには、フラッグに加え、競技者がそこに到達したことを証明するための器具が設置されている。コントロールに到達したことの証明方法としては、そのコントロールに設置されているパンチを記録用紙（コントロールカード、CC）に押すことが一般的であった。ここでいうパンチとは、丸い穴を開けるためのものではなく、1cm角程度の範囲に数本から十数本程度の針がついており、これを押すことによって針がどのように並んでいるかを紙に記録することができる器具である。針の並び方がコントロール毎に異なるため、競技者がゴールに到着した後にコントロールカードに押された穴の形状を確認することで全コントロールを通過したかどうかが確認できる。
1990年代後半からは、コントロール通過の際の証明をパンチとCCに変わって電子的な記録装置（電子パンチ）によって行うことが一般的となる。これにより、競技大会の運営者がコントロール通過の確認や競技記録の速報が容易になるとともに、競技者の側でもコントロール間をどのようなラップタイムで通過したかといった競技内容の把握が可能になる利点がある。Emit社・SPORTident社の物が存在し、国内でも使用されている。
また、コントロールに書かれている文字を記録用紙に書き込み、ゴールに着いた後答えあわせをするという方法が取られることもある。野外活動センターなどの常設のオリエンテーリングコース（パーマネントコース）には専用のコントロールが設置されていて、アルファベット文字の標識が掲げられている場合が多い。

### ユニフォーム

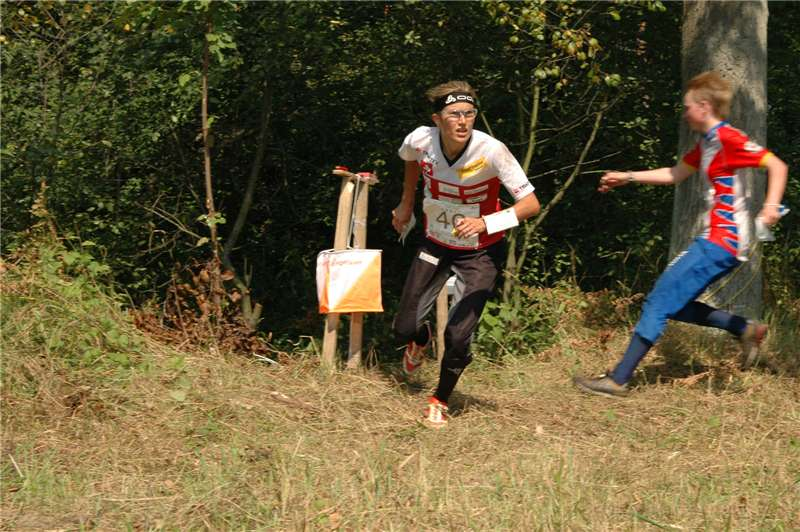
競技中の選手

オリエンテーリング用のユニフォームには、軽く通気性がよく、競技中に遭難した場合でも発見がしやすいようにカラフルな衣装が用いられる。
日本では、ノルウェーのTRIMTEX社製のユニフォームが圧倒的なシェアを占めていることから、ユニフォームのことは一般的にトリムと呼ぶ。海外ではO-Suitと呼ばれている。スプリントやミドルでは、陸上競技の長距離選手のようなウェア（ランニングパンツ等）で走る選手もいるが、走りやすい反面、草や木の枝で負傷する可能性は高くなると思われる。

### テレイン
オリエンテーリングが出来るように、土地管理者や土地所有者、行政機関に許可などを取り、地図化した範囲の土地のこと。“terrain”（英：大地）より。ゲレンデと呼ぶこともある。
1つの大会で使われるテレインは1つだが、インカレや世界選手権など大きな大会では複数のテレインを用いることがある。また、1つの大きなテレインをコースの種類や規模により分割して複数のテレインとして使用することもある。
テレインには固有の名前があり、これは地図を製作した者または団体が命名する。オリエンテーリング愛好者の中ではテレイン名=場所というイメージがあり、待ち合わせ等にテレイン名が使われることがある。

### 地図の作成

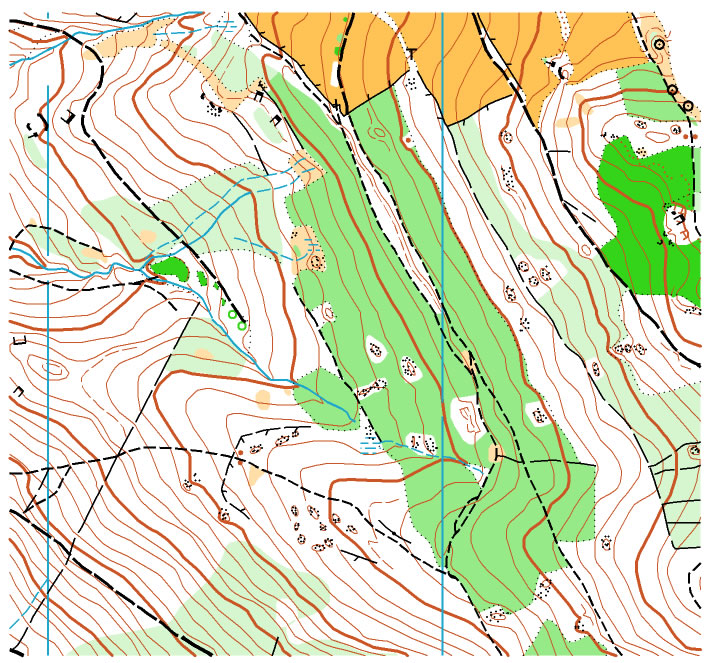
地図の細部

地図の作成は、主にオリエンテーリング大会の大会実行委員会により行われ、その過程は調査と呼ばれている。
一般に調査の前に使用する土地の使用許可をとる。交渉する相手は土地の所有者により様々である。
調査は大きく分けて三段階に分けて実施される。
- 0次調査 - テレインの下見。テレインが藪過ぎないか、危険なところはないかなどを調べる。
- 1次調査 - 土地調査図などを原図とし、実際のテレインと照らし合わせて等高線、道などを書いてゆく。
- 2次調査 - テレインの植生を調査する。植生は季節により変動するため、大会の直前に行われる。

かつては、地図調査者の調査したデータは作図者に集められ、5色（黒、茶、青、緑、黄）に分けてトレーシングフィルムに作図された。作図には、製図用のペンや市販のスクリーントーンが用いられた。作成したフィルムは印刷業者に持ち込まれ、活字を載せて印刷される。印刷用の版を作成するのに費用がかかるため、一度に多数（数千枚）の地図を印刷することが多く、地図の更新・追加印刷はあまり手軽ではなかった。
1990年代後半ごろからパソコンによる作図が普及してきた。当初は汎用の作図ソフトが用いられたが、2007年現在ではOCADという地図編集ソフトが使われることが圧倒的に多い。作成したデータは、印刷業者に持ち込んで印刷することもあるし、市販のカラープリンタで印刷されることもある。大量に印刷する場合は前者の方がコストも安く印刷も高品質であるが、多種類の地図を少数印刷する場合には後者の方が有利である。これらの技術の普及により、地図の更新・印刷は手軽なものとなっている。

### パーマネントコース
競技オリエンテーリングではコースは競技直前に設置され、競技直後に撤去される。これに対し、練習やレクリエーションを目的として恒常的にコースが設置されることがあり、これをパーマネントコースという。パーマネントコースは難易度等の関係で、道路近辺にコントロールを置いていることが多い。

## 日本の現状
全国単位の競技組織として日本オリエンテーリング協会が存在する。現在、日本で競技として楽しむ人（オリエンティア）の数は数千人、その多くが大学のサークルで始める人々である。
遠足等で広く一般に認知されている「徒歩オリエンテーリング」との関係であるが、日本におけるオリエンテーリング普及の歴史と関わりがある。オリエンテーリングが70年代に日本に輸入されたときに、「国民体力づくり運動」の一環としてレクリエーション手段としてのPRを強化した結果、オリエンテーリングの一種目としての「グループクラス」が一般に浸透してしまい、本来の競技スポーツとしての理解が得られにくくなった経緯がある。
また、日本でオリエンテーリングが行われる環境は人里近くの山野であり、多くの競技者が山に入った場合、ほかの野外活動以上に自然環境が荒廃する問題や競技者のマナーの問題から地権者や地域社会との関係が悪化する場合もある。オリエンテーリング競技はマイナーなスポーツであるため、地域社会の理解を得て良好な関係を継続して築いていくことが重要である。
2005年8月には、オリエンテーリングの世界選手権（WOC）であるWOC2005がアジアでは初めて日本（愛知県）で開かれた。
また、これより先、2001年に秋田県で開催された第6回ワールドゲームズにおいても、正式種目として開催された。

## 主なオリエンテーリング選手
- 村越真
- 堀江守弘
- ティエリー・ジョルジュ（フランス）
- マリアンヌ・アンデルセン（ノルウェー）
- ダニエル・フブマン（スイス）
- エミル・ウィングステッド（スウェーデン）
- アンドレイ・ハラモフ（ロシア）
- ミンナ・カウッピ（フィンランド)
- ハンネ・スタッフ（en:Hanne Staff ノルウェー）
- アンネ・マルグレーテ・ハウスケン（ノルウェー）
- シモーネ・ニグリ＝ルーダー（スイス）
- トーベ・アレクサンダーソン（スウェーデン）